# Eichbusch (Lawalde)
Eichbusch ist eine Ansiedlung im Lausitzer Bergland in Sachsen. Sie gehört größtenteils zum Ortsteil Kleindehsa der Gemeinde Lawalde und zu einem geringen Teil zum Ortsteil Halbau am Hochstein der Gemeinde Cunewalde.

## Geographie
Die Häuserzeile liegt nordwestlich des 465,5 Meter hohen Kötzschauer Berges über dem Quellgrund der Wiesenlitte. Von Eichbusch aus bietet sich nach Nordwesten und Norden eine gute Aussicht auf den östlichen Teil der Czornebohkette mit dem Czorneboh, Steinberg und Hochstein.

## Geschichte
Eichbusch ist eine junge Siedlung. Die Häuserzeile wurde 1818 westlich von Kötzschau (Kleindehsa) unterhalb der namensgebenden bewaldeten Kuppe „Eichbusch“ auf den Fluren des Gutes Niederlauba angelegt. Die überwiegend von Zimmerleuten und Maurern bewohnte Siedlung gehörte früher zur Gemeinde Lauba. Später bildeten fünf der sechs Anwesen einen Ortsteil der Gemeinde Kleindehsa, während das nördlichste Anwesen dem Kataster von Halbau in der Gemeinde Cunewalde zugeordnet wurde. Als Teil der Gemeinde Kleindehsa wurde der größte Anteil von Eichbusch am 1. März 1994 nach Lawalde eingegliedert.